# San Sargis
Sargis, o Sarkis il Guerriero, noto anche come Sarkis il Greco (armeno: Սուրբ Սարգիս Զորավար; ... – 362 o 363), era un centurione nell'Impero romano. Contemporaneo della dinastia regnante costantiniana e la Arsacidi d'Armenia. Subì il martirio, in quanto cristiano, nel periodo di Giuliano l'Apostata.

## Agiografia
Poco si sa sulle origini e primi anni di vita di Sarkis. Sarkis è ritenuto essere un armeno o un abitante della Cappadocia greca. Sarkis fu nominato dall'imperatore romano Costantino il Grande, quale capo militare della regione della Cappadocia al confine con l'Armenia. Sarkis aveva fama di possedere le caratteristiche di pietà, la fede e valore, e di aver usato la sua posizione per la crescita spirituale, impegnandosi nell'insegnamento del Vangelo e costruzione della Chiesa.
Il nipote di Costantino, Giuliano l'Apostata, divenne imperatore nel 361 e iniziò a perseguitare i cristiani dell'Impero. Sarkis era profondamente preoccupato per questi eventi e pregò per una soluzione. Si dice che Gesù apparve a Sarkis e pronunciò le parole: "È tempo per te di lasciare il vostro paese e e la vostra famiglia, come fece il patriarca Abramo, e andare in un paese che io ti indicherò. Lì riceverai la corona di giustizia preparata per te". Sarkis poi lasciò la sua posizione di autorità e si congedò dall'esercito, con il figlio Mardiros (poi san Mardiros), cercò rifugio in Armenia sotto la protezione del re Tiran (Tigrane VII). Mentre Giuliano e il suo esercito avanzavano verso Antiochia in Siria davano inizio alle stragi di cristiani, per questo Tigrane esortò Sarkis e Mardiros a lasciare l'Armenia e dirigersi verso l'Impero sasanide.
L'Imperatore sasanide Shapur II, avendo saputo della reputazione di Sarkis 'come un comandante militare esperto, lo nominò comandante dell'esercito sasanide. Sarkis col favore di Dio conseguì numerose vittorie militari, respingendo le truppe di Giuliano che entrano nel regno di Shapur. Sarkis esortava le truppe che a credere nell'unico Dio Creatore del Cielo e della Terra affinché il loro cuore, per questo il loro cuore non sarebbe mai stato sconfitto. Molti soldati furono anche convertiti al Cristianesimo, altri non lo furono altri si recarono da Shapur II a raccontare dell'opera di proselitismo compiuta da Sarkis. Il re sasanide invitò Sarkis, Mardiros e altri 14 soldati che erano stati battezzati da loro a recarsi al Palazzo e poi ad offrire sacrifici in un tempio pagano dedicato a Zoroastro.
Sarkis rifiutò gli ordini di Shapur e disse: 'Dovremmo adorare solo Dio - la Santissima Trinità, che ha creato la terra e il cielo. Mentre il fuoco o gli idoli non sono dei e l'essere umano può distruggerli'. Così Sarkis distrusse tutti gli elementi del tempio indispettendo la folla circostante che si precipitò su di lui e suo figlio. Shapur indignato per azioni Sarkis, prese suo figlio Mardiros e lo uccise davanti ai suoi occhi e così fece anche con i suoi 14 compagni, decapitandoli. Sarkis fu messo in prigione e Shapur gli diede udienza ma Sarkis nel carcere si sentì tanto rafforzato dal suo rapporto con il Signore, che Shapur indignato ne ordinò l'esecuzione.
Alla sua esecuzione, Sarkis cominciò a pregare, così che un angelo sceso dal cielo e disse: "Sia tu forte. Non abbia tu paura gli assassini del tuo corpo; una porta nel Regno dei Cieli è aperto per te". Sarkis comprese la visione dell'angelo e il senso della vita eterna, fece un ultimo appello appassionato alle persone che aveva davanti a sé affinché si convertissero e accettassero Gesù poi fu ucciso.
Sargis e Mardiros secondo alcune fonti potrebbero essere identificati con i santi Sergio e Bacco.